# Itze Gunst
Fritz Gunst, detto Itze (Hannover, 22 settembre 1908 – Hannover, 9 novembre 1992), è stato un pallanuotista tedesco, vincitore di una medaglia d'oro all'olimpiade di Amsterdam 1928 e due d'argento a Los Angeles 1932 e Berlino 1936.